# 玉井糖廠
玉井糖廠是一座位於台南市玉井區的製糖工廠。2015年後改為「噍吧哖事件紀念園區」。

## 歷史
玉井糖廠舊稱玉井製糖所，興建於1913年，原屬於大日本製糖株式會社，每日壓榨甘蔗量為1,000公噸。
1992年10月1日玉井糖廠停產關閉並拆除製糖工廠，製糖業務併入善化糖廠。
2015年，臺南市政府文化局將糖廠整建成「噍吧哖事件紀念園區」，同年11月27日正式揭幕。2022年臺南市立博物館成立後，噍吧哖事件紀念園區由南市博管理。

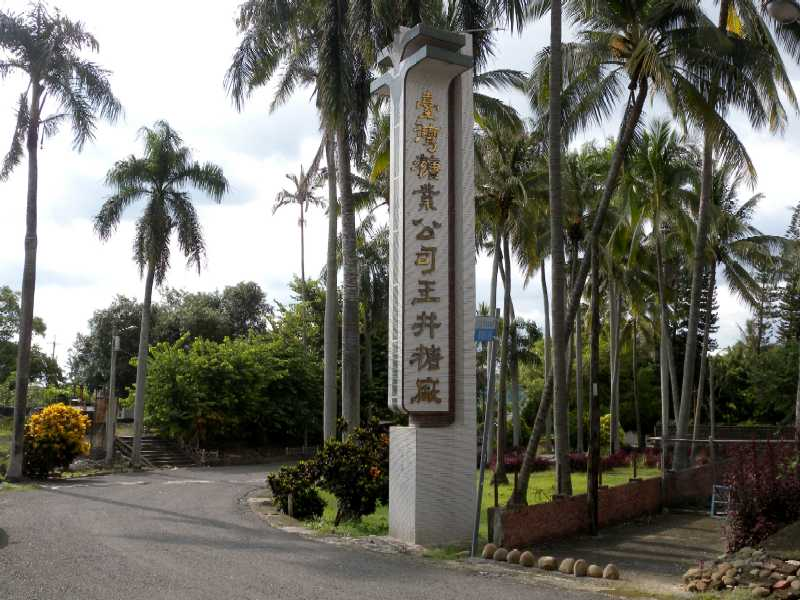
玉井糖廠

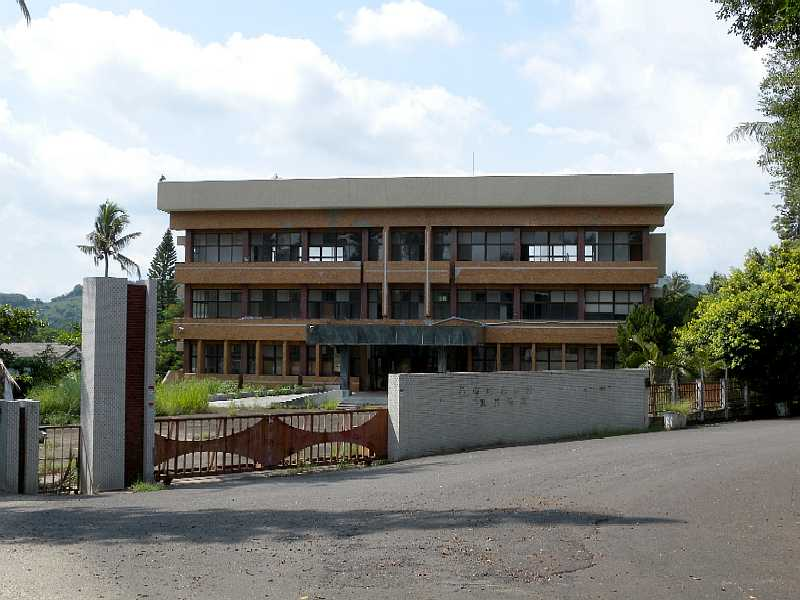
玉井糖廠辦公大樓

## 外部連結
台糖全球中文入口網 （页面存档备份，存于）